# Primarias del Partido Republicano de 2008 en Carolina del Norte

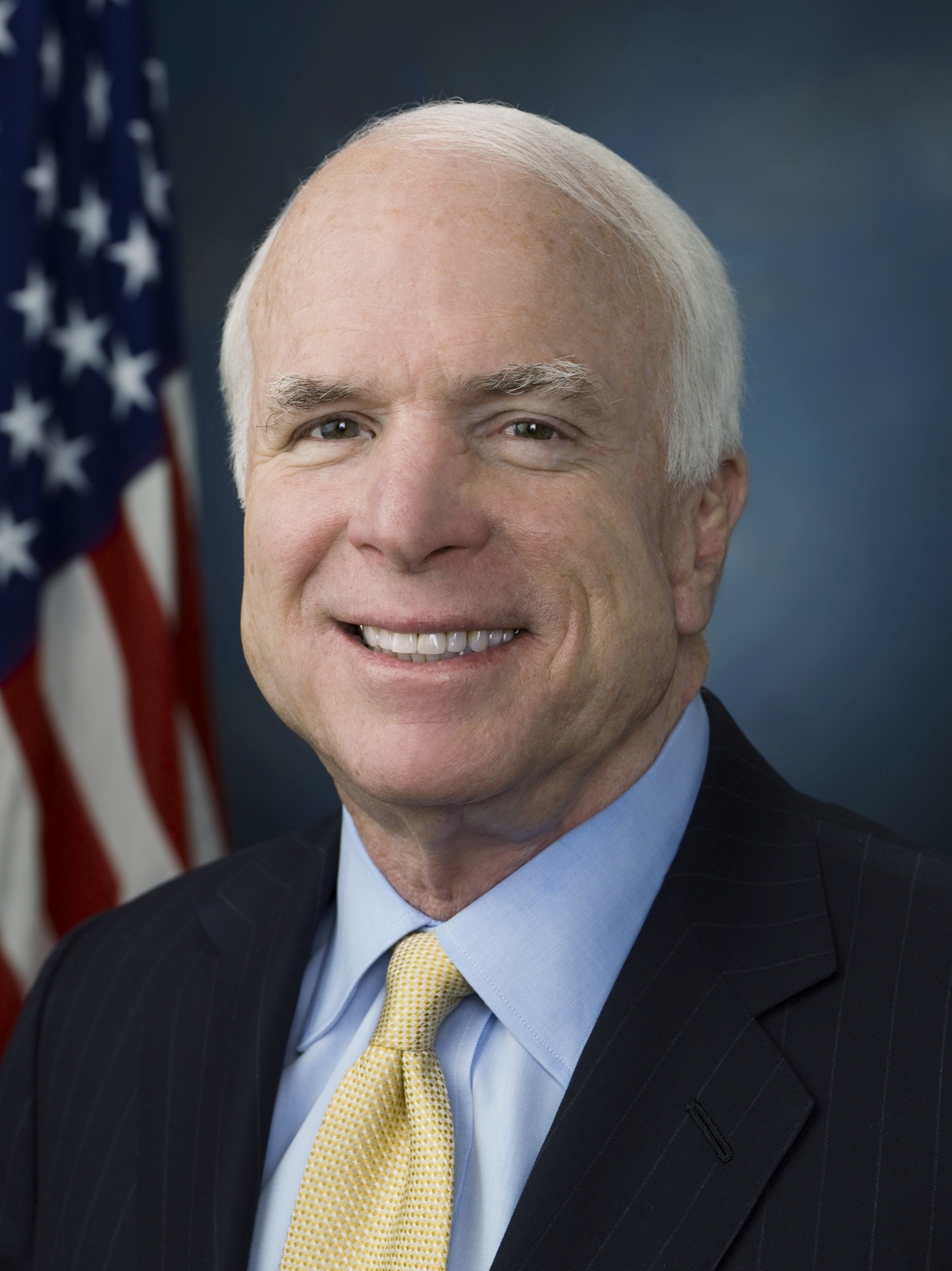
John McCain, candidato ganador

Las Primarias republicanas de Carolina del Norte, 2008 fueron hechas el 6 de mayo de 2008.

## Resultados
| Candidato       | Votos   | Porcentajes | Delegados |
| --------------- | ------- | ----------- | --------- |
| John McCain     | 383,085 | 74.01%      | 51        |
| Mike Huckabee*  | 63,018  | 12.18%      | 8         |
| Ron Paul        | 37,260  | 7.20%       | 5         |
| Alan Keyes*     | 13,596  | 2.63%       | 2         |
| Sin preferencia | 20,624  | 3.98%       | 0         |
| Total           | 517,583 | 100%        | 66        |

* El candidato se retiró antes de la contienda.